# Liste des sites et monuments classés de la wilaya de Tamanrasset
Cet article présente une liste des sites et monuments classés de la wilaya de Tamanrasset, en Algérie.

## Liste
| Id     | Identification du bien                                             | Datation        | Commune                                                                         | Coordonnées                      | Catégorie du classement | Mesures et date de protection | Date de publication au Journal Officiel | Illustration |                       |
| ------ | ------------------------------------------------------------------ | --------------- | ------------------------------------------------------------------------------- | -------------------------------- | ----------------------- | --- | --------------------------------------- | ------------ | --------------------- |
| 11-001 | Site protohistorique d'Abalessa et monument funéraire de Tin Hinan | Protohistorique | Tamanrasset                                                                     | 23° 17′ 00″ nord, 5° 32′ 00″ est | Classé                  | Inscrit sur l'inventaire général des biens culturels immobiliers par arrêté du 14/07/2007, après avis favorable de la commission nationale des biens culturels tenu le 12/10/2006. | N° 60 du 26/09/2007                     |              | Télécharger une image |
| 11-002 | Site de l'Ahhagar                                                  | Aucune datation | In Salah - Tamanrasset- In Guezzam- In Amguel- Tin Zaouatine- Tazrouk- Abalessa | à géolocaliser                   | Parc culturel           | Inscrit sur l'inventaire général des biens culturels immobiliers par arrêté du 14/07/2007, après avis favorable de la commission nationale des biens culturels tenu le 12/10/2006. | N° 60 du 26 /09/2007                    |              | Télécharger une image |